# Ван Чжихуань
Ван Чжихуа́нь (кит. трад. 王之渙, упр. 王之涣, пиньинь Wáng Zhīhuàn; 688—742) — китайский поэт времен династии Тан. Наиболее известен стихотворением «Поднимаюсь на башню Хуаньцяо» (кит. трад. 登鸛雀樓, упр. 登鹳雀楼, пиньинь Dēng Guànquè lóu).

## Биография
Родился в 688 году в городе Цзиньян в Бинчжоу (сейчас город Тайюань в провинции Шаньси). О его жизни известно мало. Служил уездным чжубу (главным счетоводом), был оговорен и оставил пост. Жил в нищете. Под конец жизни получил должность охранника в уезде Вэньань.
Его произведения входят в антологию Триста танских поэм.

## Поэзия
Был представителем пограничной поэзии. Сохранилось шесть стихотворений. Самые известные — «Поднимаюсь на башню Гуаньцюэ» (или «Башня Аистов») и «За кордоном» (или «Кордон Юмынь»).

登鸛雀樓
白日依山盡，

黃河入海流。

欲窮千里目，

更上一層樓。

«Поднимаюсь на башню Хуаньцяо»
Солнце ушло за хребты, на запад,

Течет Хуанхэ на восток — к морю…

Тысячи ли охватить бы взором!

Выше! Вот башни последний ярус.

— Перевод А. Адалис

## Соревнование в трактире
Ван Чжихуань был одним из участников (наряду с Гао Ши и Ван Чанлином) известного состязания в трактире. Поэты поспорили, какое из их произведений будет чаще петься профессиональными исполнителями, пришедшими в трактир. В начале вечера один из актёров спел стихи Ван Чанлина. Вкоре после этого актёр спел стихи Гао Ши. И, другой актёр, вновь исполнил Ван Чанлина. Представление продолжалось стихотворением Гао Ши, двумя Чанлина. Ни одного стихотворения Ван Чжихуаня спето не было. И только в конце, последним номером, самая прекрасная певица исполнила стихотворение Чжихуаня «За кордоном» (кит. трад. 涼州詞, упр. 凉州词, пиньинь Liángzhōu cí).

## В филателии
13 сентября 2009 года КНР выпустила почтовую марку из серии «Триста танских стихотворений» (кит. упр. 唐诗三百首) с текстом стихотворения Ван Чжихуаня «Поднимаюсь на башню Хуаньцяо» (кит. упр. 登鹳雀楼), тираж которой составил 12 999 700 экземпляров:216.